# Amal Dahra
Amal Dahra (también citada como Amel Dahra) es una árbitra francesa de la FFBB que actúa en la élite nacional (Betclic Élite/Pro B y LFB) y es oficial internacional FIBA. En competiciones europeas ha dirigido de forma regular la Euroliga Femenina y la EuroCup Women, con designaciones en fases finales. En 2024 fue incluida por FIBA en la **lista larga** de aspirantes a París 2024 y en 2025 fue seleccionada para el **EuroBasket Femenino 2025**.

## Trayectoria
Formada en el arbitraje francés, Dahra alterna partidos de la **LNB** y de la **LFB** con su actividad internacional. En Francia aparece en designaciones oficiales de Betclic Élite (máxima categoría) y de Pro B durante la temporada 2024–25; la prensa especializada ya destacaba en 2023 que “mantenía en paralelo su carrera en Pro B y LFB”.
En el ámbito FIBA, su nombre aparece en **EuroLeague Women** desde la temporada 2021–22, con presencia en las **Final Four 2022 (Estambul)** y **2023 (Praga)**; además, es habitual en **EuroCup Women** y en clasificatorios y torneos FIBA de selecciones (EuroBasket y categorías de formación).

## Euroliga / Eurocup
En **EuroLeague Women** y **EuroCup Women** ha sido designada de forma continuada entre 2021–2025, incluyendo rondas de clasificación, liga regular y fases finales. En 2025 FIBA confirmó su **nombramiento** para el **EuroBasket Femenino 2025** (Brno/Atenas/Tampere).
Partidos destacados
- **Final Four – EuroLeague Women 2023 (Praga).** Designada por FIBA.[17]
- **EuroLeague Women 2024/25 (Qualifiers):** Casademont Zaragoza – CSM Constanța (Zaragoza, 2024).[18]
- **EuroLeague Women 2023/24:** Sepsi–Fenerbahçe (Sfântu Gheorghe, 24/01/2024).[19]
- **EuroCup Women 2023/24 (Final, ida):** Beşiktaş – London Lions (Estambul, 10/04/2024).
- **Clasif. EuroBasket Women 2025:** Bulgaria – Hungría (Botevgrad).[20]

## Palmarés y reconocimientos
- **Lista larga FIBA – JJ.OO. París 2024** (candidata entre 40 árbitros mundiales).[21][22]
- **EuroLeague Women – Final Four** en 2022 (Estambul) y 2023 (Praga).[23][24]
- **FIBA U17 World Cup 2024** (lista oficial de 28 árbitros).[25]
- **EuroBasket Women 2025** (selección final de 32 árbitros).[16]